# Dipaustica epiastra
Dipaustica epiastra är en fjärilsart som först beskrevs av Edward Meyrick 1911b.  Dipaustica epiastra ingår i släktet Dipaustica och familjen nattflyn. Inga underarter finns listade i Catalogue of Life.